# ويليام داف (سياسي)
ويليام داف (بالإنجليزية: William Duff)‏ هو سياسي كندي، ولد في 28 أبريل 1872 في كندا، وتوفي في 25 أبريل 1953 في مدينة لونينبورج في كندا. حزبياً، نشط في الحزب الليبرالي الكندي. وقد انتخب عضو مجلس الشيوخ الكندي وانتخب عضو مجلس العموم الكندي.